# Неогеґельянство
Неогеґельянство — напрямок філософії в кінці XIX і початку XX ст., в якому частково відродився дух гегелівської філософії. Неогеґельянство зародилося в Англії в 1865 році, після виходу в світ книги Джеймса Гатчисона Стірлінга «Секрет Гегеля». В кінці XIX століття цей напрям набуває широкого поширення і сприймається як відповідь на засилля позитивізму і матеріалізму. Його найбільшими представниками в англомовних країнах були Т. Грін, Ф. Г. Бредлі, Дж. Ройс, Дж. Е. Мак-Таггарт, а також Коллінґвуд. До кінця 20-х років XX століття школа абсолютного ідеалізму (англо-саксконське неогеґельянство) припинила своє існування, не витримавши суперництва з розвиненою у Великій Британії аналітичною філософією і з американськими прагматизмом і неореалізмом. Втім, гегелівський метод не пішов назавжди з суспільних наук, так сучасним англомовним неогеґельянцем можна назвати Фукуяму.